# Enriquebeltrania
Enriquebeltrania är ett släkte av törelväxter. Enriquebeltrania ingår i familjen törelväxter.
Kladogram enligt Catalogue of Life:
| Enriquebeltrania | \| \| Enriquebeltrania crenatifolia \| \| \| \| \| \| Enriquebeltrania disjuncta \| \| \| \| |
|                  | \| \| Enriquebeltrania crenatifolia \| \| \| \| \| \| Enriquebeltrania disjuncta \| \| \| \| |
|                  | Enriquebeltrania crenatifolia                                                                |
|                  |                                                                                              |
|                  | Enriquebeltrania disjuncta                                                                   |
|                  |                                                                                              |